# Símbolos patrios de Costa Rica

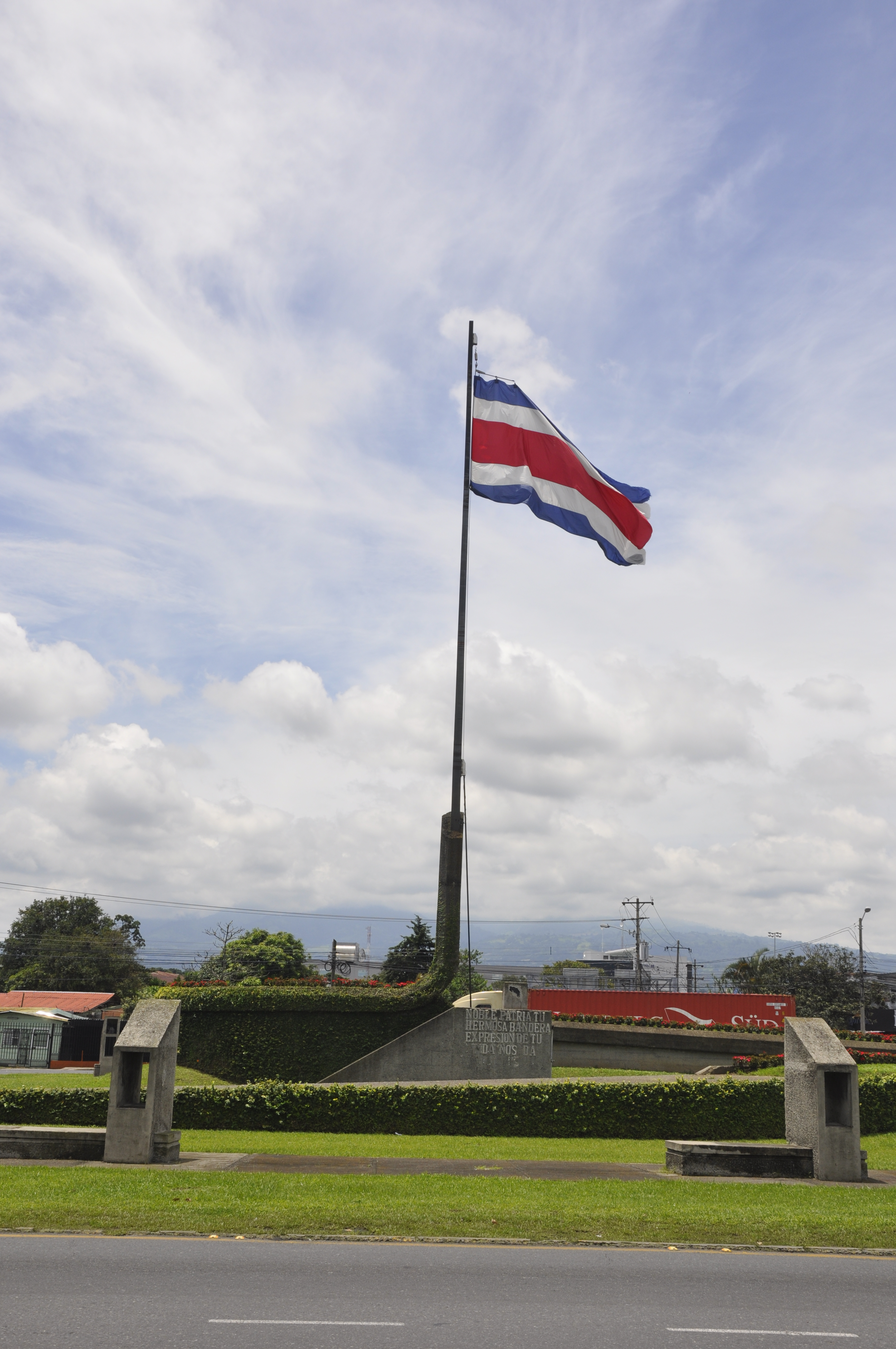
Rotonda de la Bandera, San José.

Los símbolos patrios de Costa Rica son los emblemas que representan a Costa Rica y a su pueblo. Actualmente, Costa Rica cuenta con 16 de ellos. 
Los símbolos nacionales más antiguos de Costa Rica son su bandera y escudo nacionales, que datan de 1848, con la fundación de la República. De ellos, la bandera ha permanecido invariable, mientras que el escudo ha experimentando diversas variaciones, datando de 1998 la última versión vigente. La música del himno nacional fue escrita e interpretada por primera vez en 1852, pero su letra definitiva, que se mantiene hasta la actualidad, data de 1903, con un pequeño cambio en la letra en 1949, y su declaratoria definitiva como oficial en 1979.
Estos tres símbolos nacionales permanecieron como los únicos del país hasta 1939, cuando se escogió a la guaria morada como flor nacional. Posteriormente, durante la segunda mitad del siglo XX surgieron una nueva serie de emblemas nacionales, iniciando en 1959 con el árbol de Guanacaste como árbol nacional, como homenaje al pueblo guanacasteco, seguido en 1977 por el yigüirro, que se convirtió en ave nacional merced a una iniciativa para su conservación.
En 1988, la carreta típica, de importancia histórica y cultural para el país, pasó a convertirse en símbolo nacional del trabajo. En 1995, para incentivar su conservación, el venado cola blanca fue elegido como símbolo de la fauna nacional, y al año siguiente, la marimba se transformó en símbolo de la cultura y la tradición como una forma de promover el rescate del folclor nacional.
La antorcha de la independencia centroamericana fue el primer símbolo nacional declarado en el siglo XXI, en 2002, mientras que el cerro Los Crestones fue el primer sitio de la geografía nacional en ser declarado como símbolo. En 2014, el manatí del Caribe, en peligro de extinción, fue el primer símbolo nacional surgido de la iniciativa popular, gracias al impulso de una escuela de la provincia de Limón, y una vez más, como una forma de preservar a la especie. Las esferas precolombinas de piedra de la región del Diquís, fueron declaradas en 2014 para incentivar el rescate del patrimonio de los pueblos indígenas. En el año 2018 el Teatro Nacional de Costa Rica es escogido como Símbolo Nacional del Patrimonio Histórico Arquitectónico y Libertad Cultural.
Cuatro de los símbolos patrios de Costa Rica son Patrimonio de la Humanidad: como patrimonio cultural inmaterial, la carreta típica, las esferas de piedra y la marimba, esta última compartida con Guatemala, México, Colombia y Ecuador; y el cerro Los Crestones como parte de la Reserva de la cordillera de Talamanca/Parque internacional La Amistad, compartidos con Panamá, como uno de los tres sitios del país declarados como Patrimonio de la Humanidad en la categoría de bienes naturales.
Durante el gobierno de Carlos Alvarado Quesada, se declararon 4 símbolos nacionales, el café (27 de enero de 2020), el perezoso (14 de julio de 2021), la mariposa morpho y la mascarada tradicional costarricense, el primero por su importancia histórica y económica en el desarrollo económico, social y cultural costarricense, el segundo por ser, desde hace años, un animal con el que se identifica a Costa Rica en el imaginario mundial, además de promover su conservación y su hábitat, y con el objetivo de utilizar su imagen para promover la visitación turística al país, el tercero por su gran presencia en Costa Rica representando la gran variedad de insectos, y el cuarto por su presencia en la cultura costarricense.

El 14 de julio de 2021, la Asamblea Legislativa de Costa Rica declaró a las dos especies de perezoso de Costa Rica, Bradypus variegatus y Choloepus hoffmanni, como el 16° símbolo patrio del país lo que lo convierte en el símbolo más reciente, con el objetivo de velar por la conservación de estos animales y proteger su hábitat natural

Bandera Nacional de Costa Rica.

La Bandera Nacional De Costa Rica
Fue creada el 29 de septiembre de 1848 junto con el Escudo Nacional, luego de la declaración de la República el 31 de agosto de 1848. La concepción y diseño de la actual bandera, vigente desde ese año, correspondió a Pacífica Fernández Oreamuno, esposa del primer presidente y fundador de la República, José María Castro Madriz. 
El diseño se encuentra inspirado en la bandera de Francia. La bandera es tricolor por medio de cinco franjas colocadas horizontalmente, una roja en el centro comprendida entre dos blancas, a cada una de las cuales sigue una azul. El ancho de cada franja es la sexta parte de la bandera, excepto la roja que es de dos sextas. Las franjas están en una proporción 1:1:2:1:1.

Pabellón Nacional de Costa Rica

El Pabellón Nacional se diferencia porque en el centro de la banda roja lleva bordado sobre fondo blanco el Escudo Nacional.
Los colores representan:
- Azul: representa el cielo que cubre Costa Rica y los ideales por forjar una nación democrática.
- Blanco: representa la pureza, la bondad y la paz.
- Rojo: representa la sangre derramada por los costarricenses en la lucha hacia la libertad, el trabajo y la labor cotidiana, según está escrito en el Himno Nacional y en el Saludo a la Bandera.

## Escudo nacional

Escudo Nacional de Costa Rica.

Fue decretado el 29 de septiembre de 1848. Consiste en un marco dorado que representa el grano de oro (el café ). Dentro del marco hay tres volcanes humeantes, de color verde azul, que simbolizan a los volcanes y las tres cordilleras que cruzan el país y un extenso valle verde claro entre dos océanos azules (océano   Pacífico y mar  Caribe, que bañan las costas del oeste y el este del país, respectivamente, al igual que las de Centroamérica). En cada uno de estos hay un buque mercante representando la historia marítima del país. En el horizonte, a la izquierda del escudo, se aprecia un sol naciente de oro viejo.
Cierran el escudo dos palmas de mirto verde oscuro unidas por una cinta con la leyenda «REPÚBLICA DE COSTA RICA» en letras doradas. El remate lo forma una cinta azul claro que sirve de corona con la leyenda América Central 1906, por la Ley número 18 del 27 de noviembre del mismo año, fueron suprimidos los dos primeros elementos citados y en 1964 se le agregaron dos estrellas más las cuales todas juntas representan las siete provincias de Costa Rica; el escudo aparece en la franja roja de la bandera de uso estatal y marítimo (sobre fondo blanco) y en la de uso civil no aparece.

## Himno Nacional

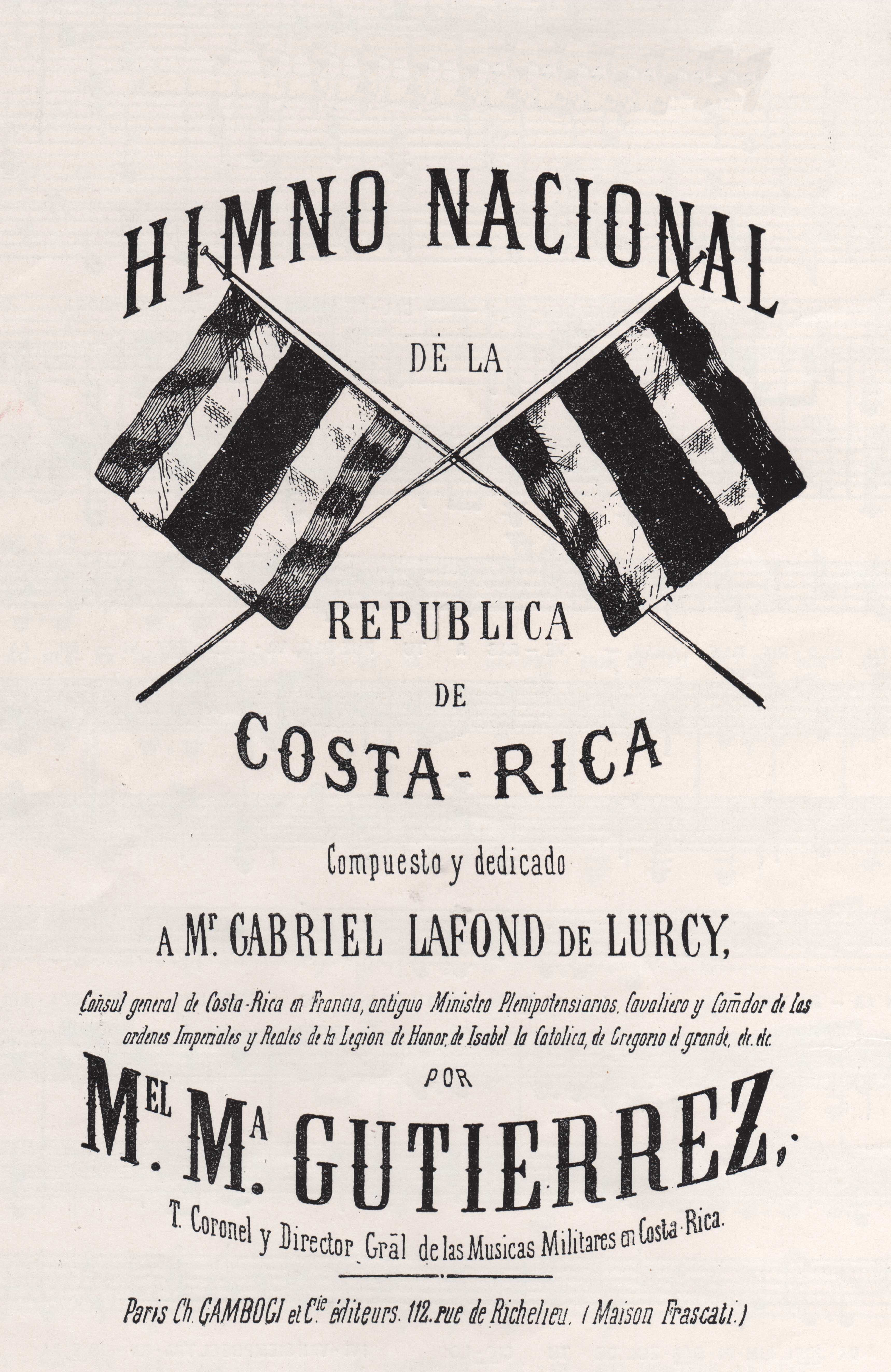
Himno Nacional de Costa Rica.

La música del Himno Nacional de Costa Rica fue compuesta en 1852 por Manuel María Gutiérrez Flores, mientras que la actual letra está escrita por José María Zeledón Brenes en 1903. La música, una marcha, fue interpretada por primera vez el 11 de junio de 1852 por la banda militar de Costa Rica, dirigida por Gutiérrez, para recibir a los diplomáticos extranjeros de Estados Unidos y Reino Unido durante el gobierno de Juan Rafael Mora Porras. La música del himno fue oficial durante más de 100 años, pero el decreto que la oficializó no fue emitido sino hasta 1979 durante el gobierno de Rodrigo Carazo Odio.

Himno Nacional de Costa Rica
¡Noble patria!, tu hermosa bandera

expresión de tu vida nos da:

bajo el límpido azul de tu cielo

blanca y pura descansa la paz.

En la lucha tenaz, de fecunda labor,

que enrojece del hombre la faz;

conquistaron tus hijos - labriegos sencillos -

eterno prestigio, estima y honor,

¡Salve, oh tierra gentil!

¡Salve, oh madre de amor!

Cuando alguno pretenda tu gloria manchar,

verás a tu pueblo, valiente y viril,

la tosca herramienta en arma trocar.

¡Salve, oh patria!, tu pródigo suelo

dulce abrigo y sustento nos da;

bajo el límpido azul de tu cielo,

¡vivan siempre el trabajo y la paz!

## La guaria morada, flor nacional

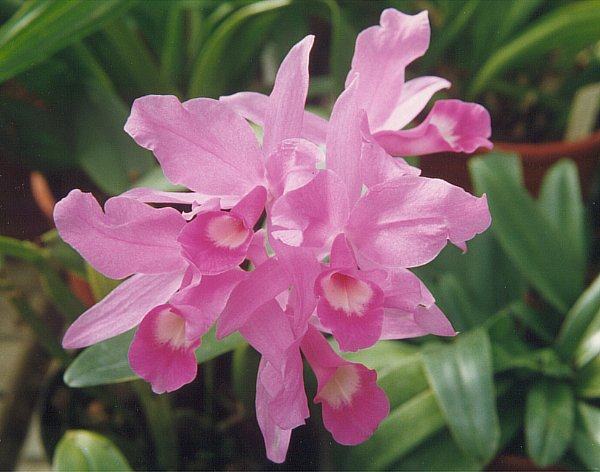
Guaria morada (Guarianthe skinneri).

La orquídea morada conocida popularmente como la guaria morada cuyo nombre científico es Cattleya Skineri florece en los meses de febrero y marzo. La guaria morada fue decretada como flor nacional en el gobierno de León Cortés Castro por la Secretaría del Estado en el Despacho de Fomento y Agricultura, por acuerdo n.º 24 del 15 de junio de 1939. Posteriormente, mediante el acuerdo ejecutivo n.º 24, de noviembre de 1972, bajo la presidencia de José Figueres Ferrer, se establece la segunda semana del mes de marzo como semana de la Orquídea Costarricense. En 1934, se compuso una canción dedicada a esta flor, que actualmente en uno de los himnos patrios de Costa Rica.
En 1939, en Argentina se fundó un jardín botánico, llamado el Jardín de Paz y le pidieron al Estado costarricense que enviaran su flor nacional para que luciera con las demás flores de los diferentes países. Debido a que en ese entonces, el país no contaba con una flor denominada nacional, el Club de Jardines y el Club Rotario hicieron un concurso para elegir a la que representaría al país de ahí en adelante. En el concurso se valorarían características muy costarricenses, como el que fuera originaria de América y estuviera muy incorporada y arraigada a las costumbres nacionales. La ganadora resultó ser una orquídea conocida popularmente como guaria morada. Se le llama "guaria morada" por el color púrpura rojizo de sus flores, semejante al de las moras . La aparición de sus flores durante el mes de marzo, además del aprecio que le tiene el costarricense, hacen que esta flor sea utilizada para el adorno de altares durante la Cuaresma y las celebraciones de la Semana Santa.
En Costa Rica, la guaria morada es una entre las 1400 a 1500 especies de orquídeas del país, crece casi en todo el territorio nacional, aunque es más abundante en el Valle Central, donde es frecuente cultivarla. No obstante, en su estado natural, la población silvestre de guaria morada más grande del país se encuentra en el parque nacional Rincón de la Vieja. Crece entre los 800 y los 1400 m s. n. m. Su estado de floración en el país ocurre entre febrero y abril. Es una flor epífita de ciertos árboles.
La flor nacional de Costa Rica es la Orquídea Guaria Morada (Guarianthe skinneri). Esta orquídea es muy apreciada por su belleza y es endémica de América Central.
Significado:
La Guaria Morada es una orquídea que ha sido parte de la cultura costarricense desde tiempos precolombinos. Representa la riqueza natural del país y su fragilidad. Además, su presencia en múltiples regiones del país refleja la diversidad de ecosistemas en Costa Rica. La flor es utilizada tradicionalmente en decoraciones y arreglos durante la Semana Santa y otras festividades.
Declaración como flor nacional:
La Guaria Morada fue declarada flor nacional de Costa Rica el 15 de junio de 1939, bajo el gobierno del presidente León Cortés Castro.
El hecho de que esta orquídea sea la flor nacional de Costa Rica refleja el amor y respeto del país por su biodiversidad y su compromiso con la protección y conservación de su patrimonio natural. Costa Rica es conocido internacionalmente por sus esfuerzos en conservación y su vasta biodiversidad, y la elección de una orquídea como símbolo nacional refuerza esa identidad.

## El árbol de Guanacaste, árbol nacional

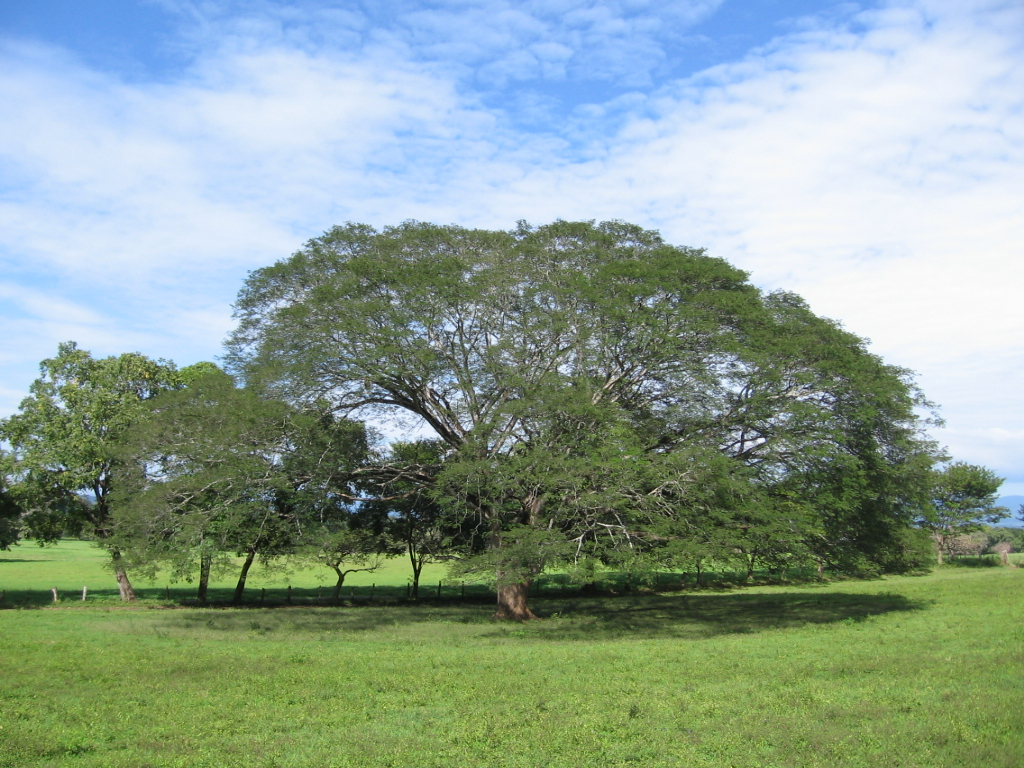
Árbol de Guanacaste.

El árbol de Guanacaste fue declarado como el árbol nacional de Costa Rica el 31 de agosto de 1959, durante el gobierno de Mario Echandi Jiménez. Fue escogido como homenaje a los guanacastecos, por su Anexión del Partido de Nicoya al país en 1824. 
En estado natural, el árbol de Guanacaste se distribuye en ambos litorales, tanto el Pacífico como el  Atlántico, pero es más común en el Pacífico, en altitudes que rondan los 0 y 1300 m s. n. m. Se han encontrado especímenes en México, Centroamérica, el norte de Suramérica y las Antillas. 
Llega a medir quince metros de alto y el diámetro de su tronco puede ser de hasta cuatro metros. Es un árbol de tipo caducifolio. Es considerado un árbol vivaz, por su potencia y larga vida, que va de los 60 a 70 años. 
Su característica más notable es la extensa frondosidad de sus ramas, y el permanente verdor de la copa. Las flores son pequeñas, nacen en pequeños grupos en cortos peciolos, de muy poca vistosidad parecidas a las de la dormilona (Mimosa pudica). Las semillas se usan para elaborar artesanías, al igual que los frutos, de los cuales el árbol toma el nombre: Guanacaste viene del idioma del náhuatl quauh, árbol; y nacaztli, oreja, que significa árbol de la oreja, porque los frutos, unas vainas duras de brillante color café, tienen forma de oreja. Los frutos se utilizan como materia prima para la elaboración de jabón por su alto contenido de saponinas, y constituyen una importante fuente de alimento para algunos animales, tanto domésticos como silvestres. En Costa Rica generalmente florece entre noviembre y marzo y produce frutos entre enero y mayo.

## El yigüirro, ave nacional

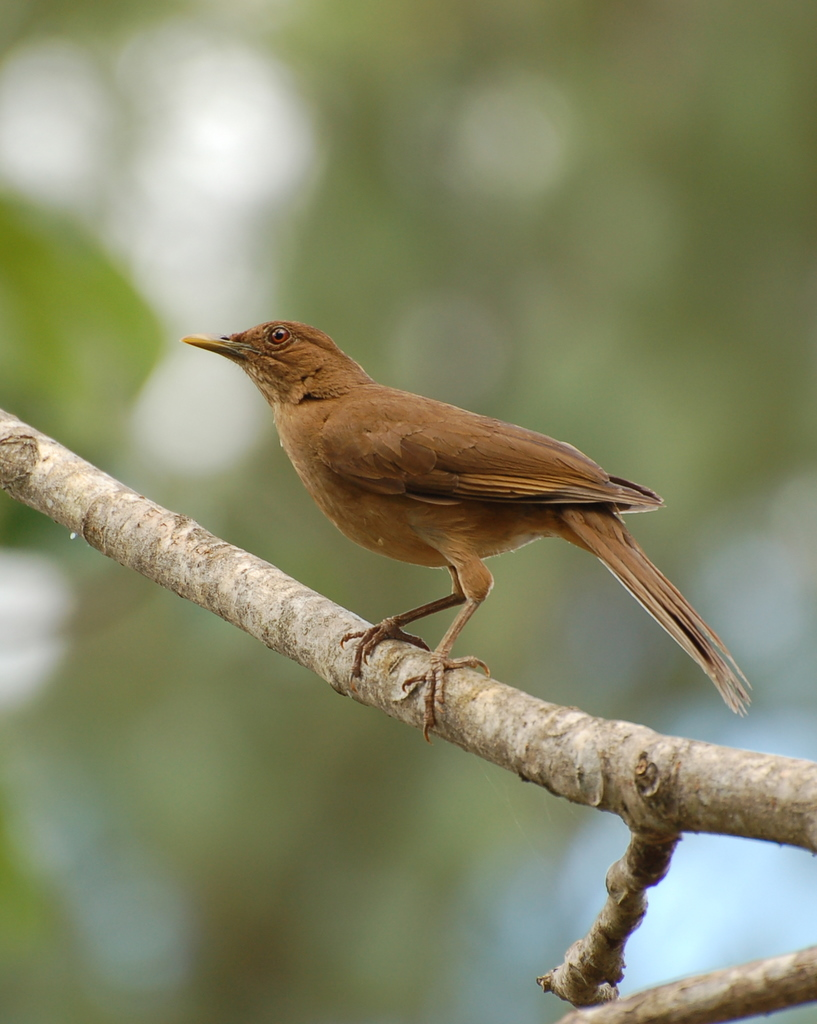
Un yigüirro.

El yigüirro fue decretado ave nacional el 3 de enero de 1977, bajo la presidencia de Daniel Oduber Quirós, por iniciativa del poeta ramonense Eliseo Gamboa y el diputado Deseado Barboza, quienes fueron amantes y defensores de las aves. Fue declarado como tal como un tributo a su canto potente y melodioso que acompaña la entrada de la época lluviosa, además que fue considerado como un personaje importante dentro del folclore, de la literatura y de la música costarricense, en poesías, cuentos y canciones nacionales.
El yigüirro es una especie de mirlo pardo que mide entre 22 y 24 cm. Tanto el macho como la hembra poseen un plumaje pardo claro oliváceo en la parte superior, más claro en la garganta y el abdomen. El pico es amarillento y las patas parduzcas. Se le puede encontrar en áreas rurales y urbanas, en sitios de cultivo, cafetales, jardines, pastizales con pájaros dispersos y bosques secundarios. Se alimenta de frutas, lombrices, caracoles, gusanos e insectos. Anida entre marzo y junio.
La palabra yigüirro viene del idioma huetar, alguna vez, el pueblo indígena más numeroso de Costa Rica, antes del arribo de los españoles, y significa "pichones de agua". La palabra original parece haber sido ti quirru o chi quirru, donde el prefijo ti o chi significa "agua", y quirru hace referencia a los pichones de esta ave. La palabra se refiere al sonido de estas aves al acercarse la época lluviosa, que marca el inicio de la etapa reproductiva, y que para los indígenas, y posteriormente, los campesinos, indicaba el inicio de las lluvias y por tanto, la época de la siembra.  En las regiones rurales del Valle Central se considera que su canto "anuncia" la llegada de la época lluviosa.

## La carreta típica, símbolo del trabajo

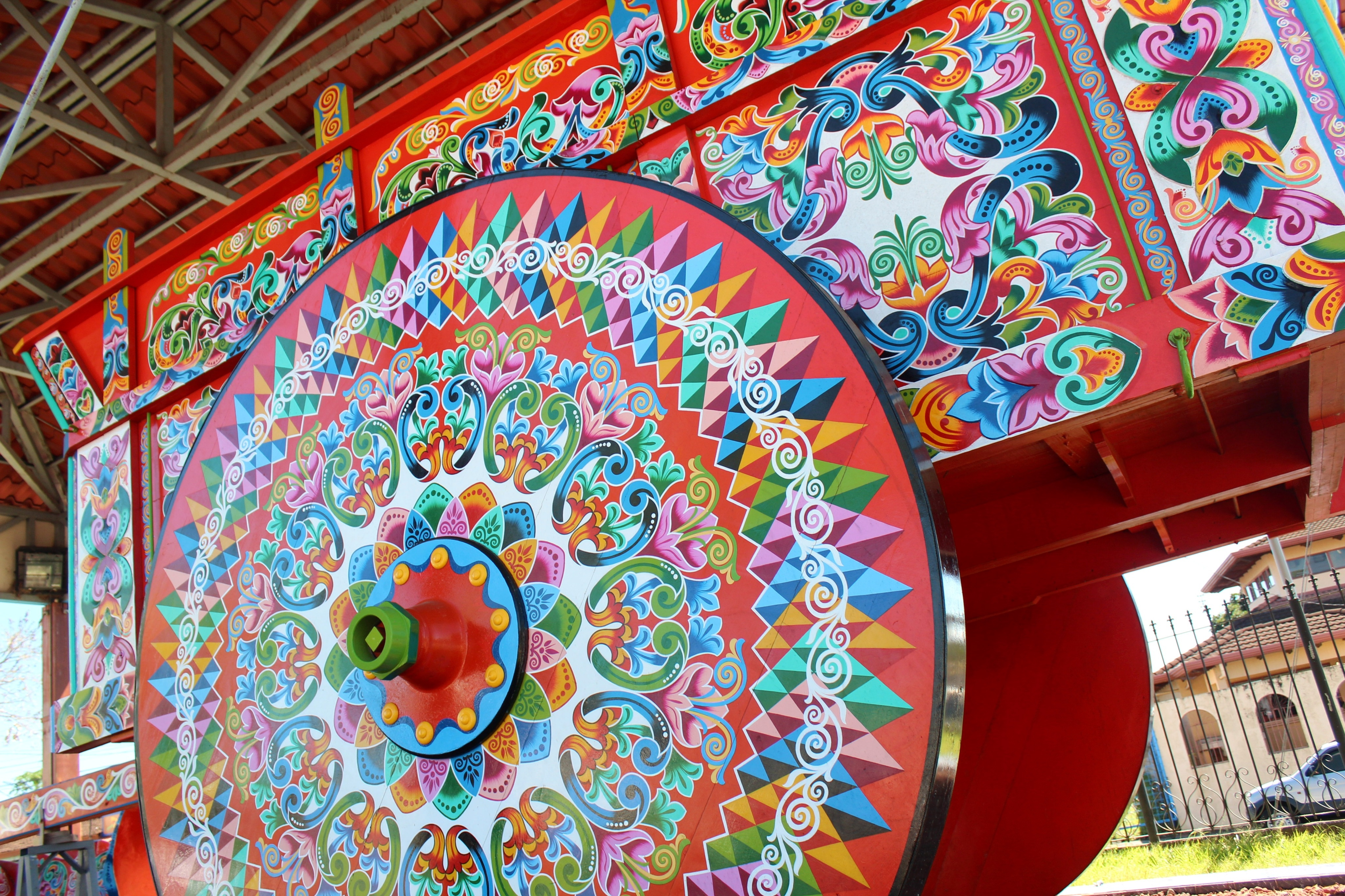
Carreta típica en Sarchí.

La carreta fue decretada Símbolo Nacional el 22 de marzo de 1988, mediante Decreto n.º 18197-C, publicado en La Gaceta n.º 131 el 11 de julio de 1988 durante la presidencia de Óscar Arias Sánchez. Se distingue por sus diseños únicos con que son pintadas, con figuras geométricas, flores y animales. De hecho, aunque las decoraciones tienen semejanzas evidentes, no hay dos carretas pintadas exactamente iguales, ya que se dan cambios en los detalles y el acomodo de los dibujos. Se le considera símbolo de identidad nacional, y por tal motivo, la carreta típica fue declarada Obra Maestra del Patrimonio Oral e Inmaterial de la Humanidad por la Unesco el 24 de noviembre de 2005.
La elección de la carreta típica como símbolo nacional se basa en que se le considera que representa la cultura de la paz y el trabajo del costarricense, la humildad, la paciencia, el sacrificio, y la constancia en el afán por alcanzar los objetivos trazados. 
Su historia se remonta hasta mediados del siglo XIX, cuando se dio la extensión de los cultivos de café, con terrenos llenos de barro y en pendientes escabrosas, durante los meses de acarreo y cosecha. En este entonces se comenzó a dar una amplia preferencia a las carretas de rueda maciza, para evitar la acumulación de barro entre los radios. Su inspiración, según varios escritores de la época, nació en un aparato que servía para montar el cañón de artillería traído por los españoles, al que llamaban cureña. La carreta fue instrumento vital para poder llevar el café desde el Valle Central hasta el puerto de Puntarenas, de donde se exportaba a Europa. La exportación del café fue, por muchos años, el principal motor de desarrollo nacional.
Actualmente, son muy pocas las familias que las utilizan para acarreo de materiales y siembra; ha llegado a ser un objeto artesanal, tanto que en Costa Rica, hay talleres ubicados en el cantón de Sarchí, en la provincia de Alajuela, que se dedican a la construcción y venta de carretas artesanales.

## El venado cola blanca, símbolo de la fauna nacional

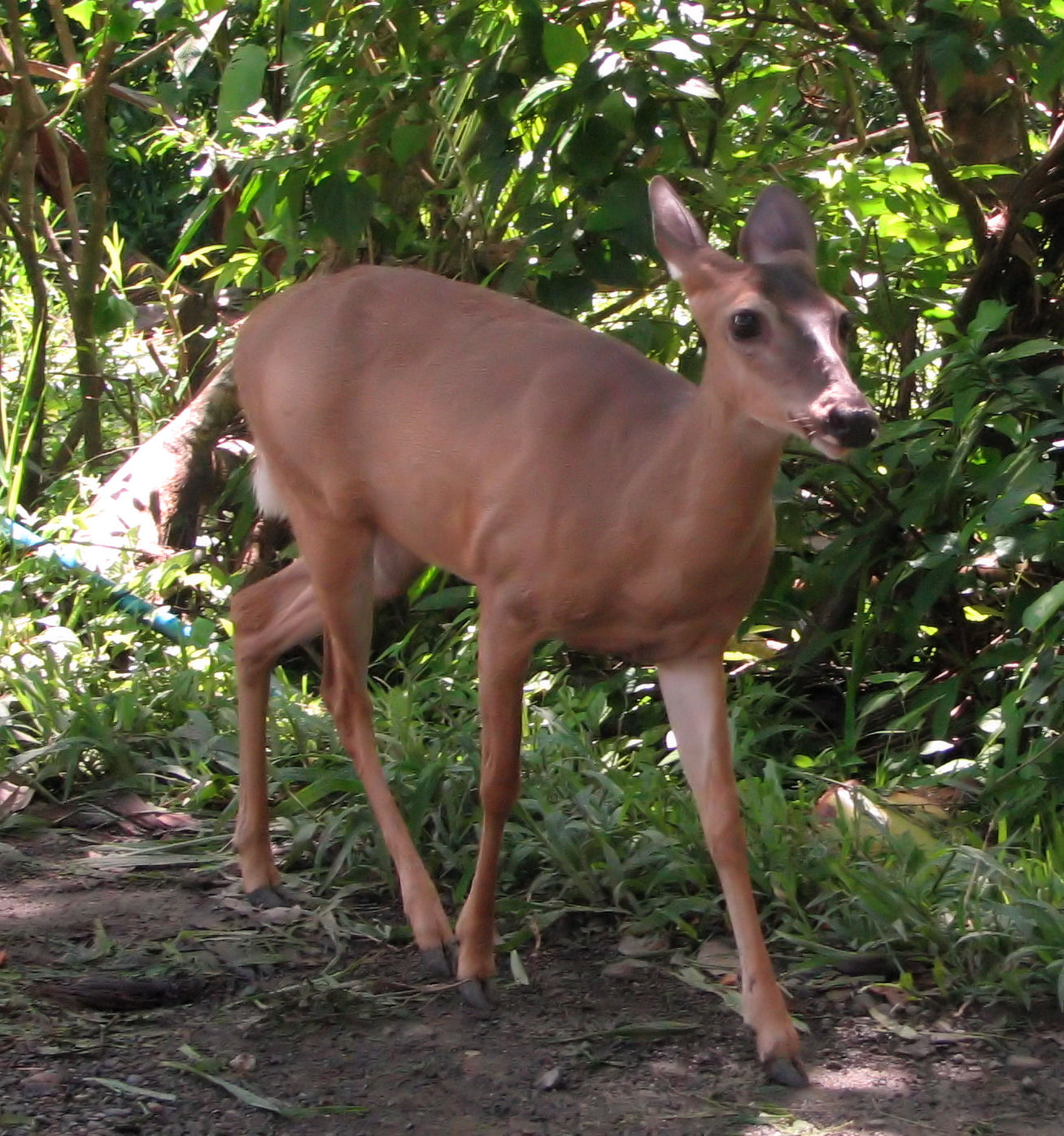
Venado cola blanca en el parque nacional Manuel Antonio.

El venado cola blanca fue declarado Símbolo Nacional Patrimonio de la Fauna Natural Costarricense, durante la presidencia de José María Figueres Olsen, el 2 de mayo de 1995, por medio de la ley número 7497. Al igual que el yigüirro y otros animales que han sido declarados símbolos nacionales, su declaración se basa en fomentar su conservación.
El Odocoileus virginianus es un venado mediano, delgado y con patas largas. Su color es café y en la parte interior es blanco. Su nombre proviene de su corta cola blanca. 
En Costa Rica es difícil verlo, pues es una especie en peligro de extinción por la caza ilegal debido a su carne o por su ornamenta que se exhibe como trofeo, o porque, por razones de desarrollo urbano, ha ido perdiendo su hábitat natural. 
Puede vivir desde el nivel del mar hasta al menos los 1300 m s. n. m., en las montañas de la vertiente del océano Pacífico, y en las faldas de las montañas de la vertiente Caribe, donde la mayor parte de los bosques ha sido destruido. Las sabanas de Guanacaste han sido de preferencia, su hogar, especialmente el Parque nacional Santa Rosa. También ha sido introducido en Isla del Coco. Una razón de su capacidad de adaptación a diferentes hábitats boscosos es precisamente la diversidad de materias vegetales de las que puede alimentarse.

## La marimba, símbolo de la cultura y tradición nacionales

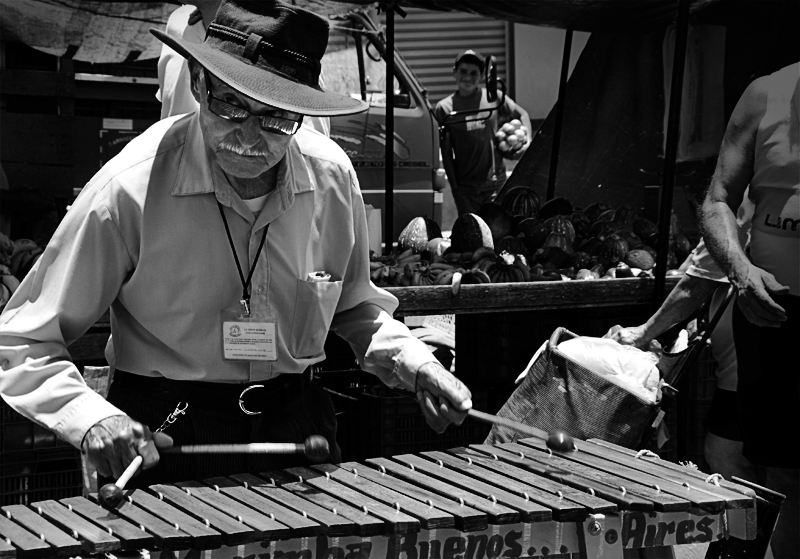
Marimba y marimbero en San José.

La marimba fue declarada instrumento nacional de Costa Rica mediante el decreto n.º 25114-C publicado en La Gaceta n.º 167, el 3 de septiembre de 1996, durante el gobierno de José María Figueres Olsen, como símbolo de cultura y tradición. Su declaratorio se hizo en medio de las celebraciones por el 172 aniversario de la Anexión del Partido de Nicoya y para dar inicio a la Semana Cultural por la celebración del Año Nuevo Maya, por lo que el Ministerio de Cultura de Costa Rica y la Liga Maya de Guatemala organizaron un Festival Nacional de Marimbas que se llevó a cabo en el Teatro Popular Melico Salazar. Su objetivo también fue revalorizar la música popular ejecutada en marimbas, en un esfuerzo porque las nuevas generaciones conocieran su música y la forma de elaborar este instrumento. En 2017, durante el gobierno de Luis Guillermo Solís Rivera, fue declarado se celebrase cada 30 de noviembre como Día Nacional de la Marimba.
La marimba se considera originaria de África, traída a América por los esclavos negros durante la conquista de América. No obstante, entre los indígenas centroamericanos también existían instrumentos similares. Este instrumento llegó al país procedente de Guatemala y encontró su mayor arraigo en Guanacaste y el Valle Central. El registro más antiguo de una marimba en Costa Rica data de 1785, en el inventario de la iglesia de Orosi, donde se le menciona como uno de los instrumentos que se usaba en el coro. Originalmente era un instrumento pequeño, sin patas, con un arco de bejuco, que iba amarrado del marco que sujeta el clavijero, con cajas de resonancia de calabaza dulce (jícaro de bejuco), debajo del teclado y telilla de nidos de araña como vibrador, adherida con cera de abeja.
El uso de este instrumento musical está asociado a su uso característico en el folclor nacional, particularmente en la música guanacasteca. Alrededor de la música de la marimba giran muchos aspectos de la cultura y la actividad artística del país, como las danzas, las retahílas, las bombas, etc. Su interpretación acompaña bailes y fiestas folclóricas, cívicas, religiosas y populares.

## La Antorcha de la Independencia, símbolo de la libertad

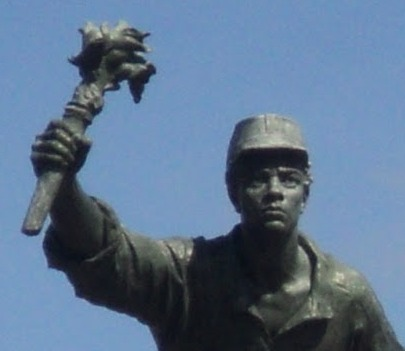
Estatua del héroe nacional Juan Santamaría llevando una antorcha, del escultor Aristide Onésime Croisy.

Fue declarada como símbolo patrio, como representación del ideal de libertad e independencia que une a Costa Rica con sus países hermanos de Centroamérica. El 14 de septiembre de 2005, según decreto MEP N.º 32647-C, bajo la administración del presidente Abel Pacheco de la Espriella. Su declaratoria como símbolo nacional se basa en que se le considera como un icono representativo de la libertad e idiosincrasia costarricenses. El proyecto de Ley que buscó la declaración de la Antorcha como Símbolo Patrio, pretendía que con ello, se rindiera homenaje al profesor Alfredo Cruz Bolaños, principal gestor de este acto.
Como antecedente, desde 1821, año de la independencia de los países centroamericanos, se ha celebrado ese importante acontecimiento, en forma particular en cada uno de los países del área. Ante tal circunstancia, en 1964, el entonces ministro de Educación Pública costarricense, Ismael A. Vargas, aprovechó una reunión de ministros de Educación Pública celebrada en Managua, Nicaragua, para exponer a sus colegas un proyecto tendiente a realizar una celebración conjunta de todos los pueblos hermanos centroamericanos para conmemorar el trascendental acontecimiento histórico.
Este proyecto, ideado por el profesor Alfredo Cruz Bolaños, quien entonces fungía como director general de Deportes en Costa Rica, consistía en la denominada Carrera de la Antorcha de la Independencia, que recorrería todos los países centroamericanos a fin de emular el recorrido de aquel correo extraordinario que en 1821 salió de Guatemala, finalizó en Costa Rica, y trajo la noticia de la Independencia.
En dicha reunión, la iniciativa fue acogida y los ministros encomendaron al jerarca costarricense coordinar la celebración y, para realizarla de inmediato, se ofrecieron a brindar toda la colaboración necesaria. El ministro delegó en el profesor Cruz Bolaños, quien trabajó una semana en cada uno de los países centroamericanos, se entrevistó con los colaboradores, realizó pruebas de factibilidad, comprobó las medidas del terreno por recorrer, el número de colegios y la cantidad de alumnos que participarían; además, determinó el tipo de antorcha que se usaría y las ceremonias protocolarias en cada frontera.
Este importante esfuerzo resultó en una tradición, donde año con año, desde 1964, al igual que en septiembre de 1821, se realiza el recorrido de la antorcha.
Ha llegado a arraigarse en el fervor patriótico de los pueblos centroamericanos y a convertirse en un significativo acto cívico y ha permitido observar la labor tesonera de miles de estudiantes costarricenses que cada año participan en él.

## Los Crestones, símbolo de la riqueza natural

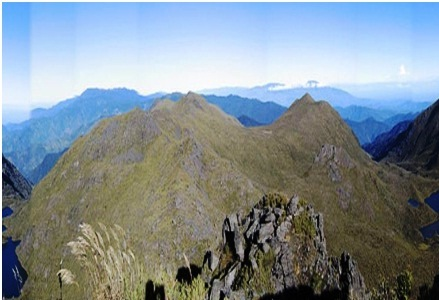
Cerro Chirripó.

La Comisión con Potestad Legislativa Plena II aprobó, el 14 de abril de 2011, en segundo debate, el proyecto de ley N.º 17.437, que se discutía en la corriente legislativa desde el año 2009, y que era el de declarar a los cerros Los Crestones como Símbolo Nacional. El mismo fue sancionado por la presidenta Laura Chinchilla Miranda, el 28 de abril de 2011. El 5 de septiembre de 2011 fue publicada en el periódico oficial La Gaceta bajo la ley N°8943, que los declara como tal. 
Con el fin de hacer conciencia del valor natural y económico que puede generar al país la promoción de las bellezas naturales, fue presentada esta iniciativa a la corriente legislativa en julio del 2009, por la entonces diputada liberacionista Edine von Herold, y luego impulsado por el diputado del Partido Acción Ciudadana (PAC), Gustavo Arias Navarro.
Los cerros Los Crestones están ubicados en la cordillera de Talamanca, una de las más largas del país con 190 kilómetros de longitud, propiamente en el Parque nacional Chirripó, declarado Patrimonio de la Humanidad por la UNESCO y además, esta zona protegida forma parte del Área de Conservación Reserva Internacional de Biosfera La Amistad-Pacífico, que Costa Rica comparte con Panamá.
Los Crestones se ubican a 3.720 metros de altura. Se formaron por un proceso de plegamiento de la corteza terrestre, asemejando a gigantescos e impresionantes "dedos" de roca de hasta 60 metros de altura, constituidas de material ígneo. Una de las formaciones más sobresaliente es la “aguja”, que tiene más de 60 metros de altura. Desde ese punto, se observa la magnitud del paisaje que rodea la zona sur del país, particularmente, la Isla del Caño, los cerros de la cordillera como el Cerro Chirripó, el Cerro Ventisqueros, además la Sabana de Los Leones, el Valle de El General y una panorámica al Océano Pacífico.
La designación es un reconocimiento al potencial aporte de Los Crestones a la economía nacional, así como su valor escénico y natural, pues reconoce las particularidades geomorfológicas, físicas, abióticas y bióticas de Los Crestones, ya que implican una gran riqueza natural no solo para las comunidades vecinas, sino para la ciencia y el turismo. Son parte de la identidad de la nación y representan la riqueza y los esfuerzos de conservación que se han logrado como país.
Esta designación faculta, además, a las instituciones públicas a promover este destino turístico como una “marca país”. Por su parte, al Ministerio de Educación Pública se le autoriza para incorporar en sus programas educativos la vinculación de este símbolo como eje transversal de la educación cívica, como medio transmisor de conocimientos, valores, costumbres, concientización cultural, moral, conductual del educando.

## El manatí, símbolo nacional de la fauna marina del país

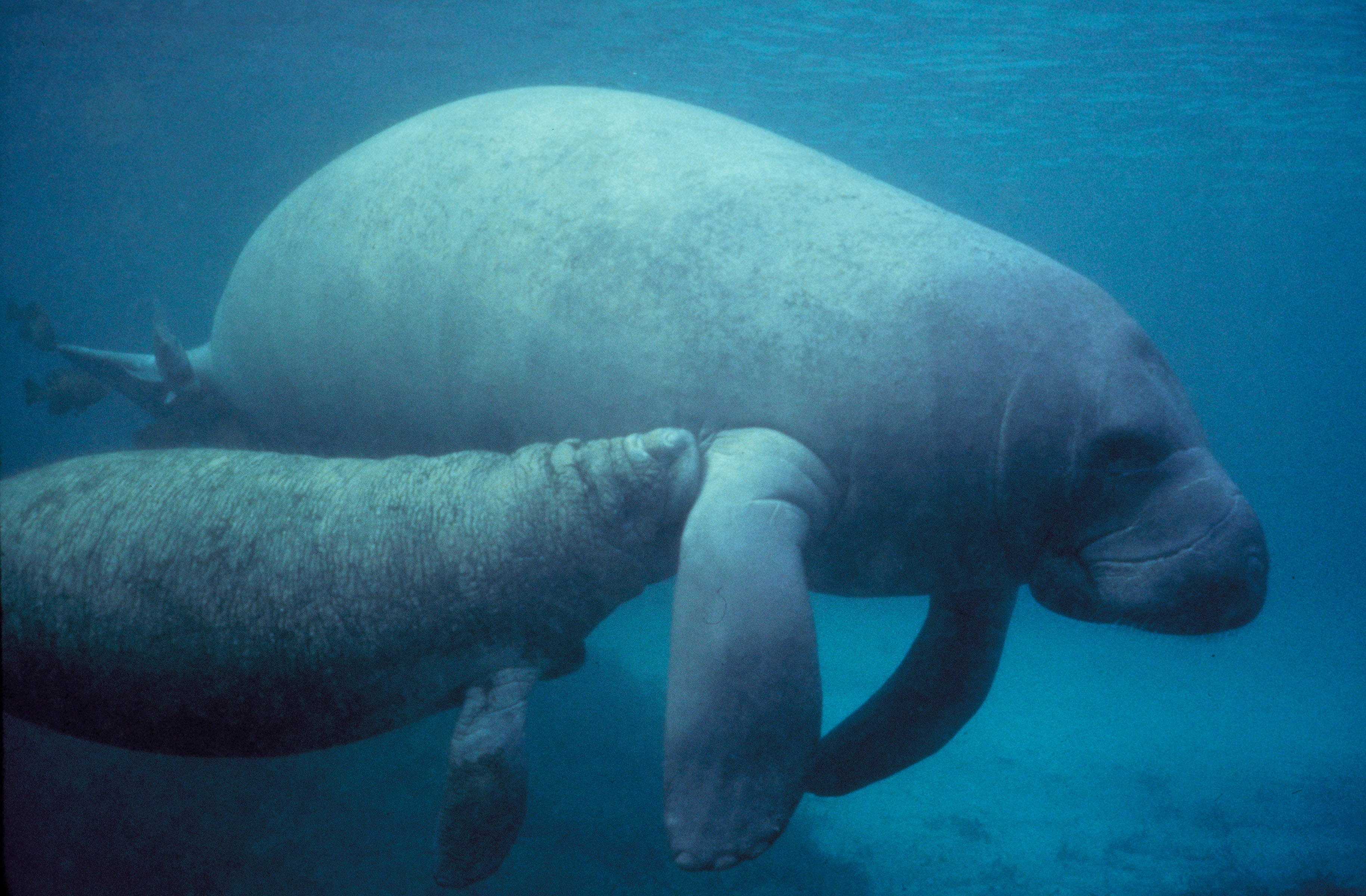
Manatí con su cría.

Fue declarado El 15 de julio de 2014, el manatí del Caribe (Trichechus manatus) fue declarado símbolo nacional de la fauna marina costarricense con el fin de incentivar su conservación. Esta declaratoria fue iniciativa de un grupo de estudiantes de la escuela Barrio Limoncito, en la provincia de Limón.
Los manatíes pueden alcanzar una longitud de tres metros y pesar casi una tonelada. Los triquéquidos (Trichechidae) son una familia de mamíferos placentarios del orden Sirenia conocidos vulgarmente como manatíes o vacas marinas. Solo sobrevive un género, Trichechus, con cuatro especies.
Son apacibles herbívoros que pasan la mayor parte de su tiempo buscando e ingiriendo las plantas ribereñas y del lecho marino de aguas poco profundas. Los manatíes viven en aguas tanto dulces como saladas, cerca de las costas de América y África. Su único depredador es el hombre; y aunque no existen registros, se presume que con poca frecuencia las  orcas podrían atacar a los triquéquidos, puestos que estos, por ser grandes, lentos y gordos, parecen una presa ideal para estos depredadores; sin embargo, debido a la distribución de los triquéquidos, que principalmente se da en aguas costeras y de relativa baja profundidad (y frecuentemente en aguas dulces) de los trópicos, en donde las orcas aparecen en raras ocasiones, se cree que los triquéquidos escapan de su depredación frecuente.
En Costa Rica, estos animales viven en las aguas salobres de Barra del colorado y las mixtas de Tortuguero, donde se alimentan de plantas que crecen en las orillas.
Aunque su hábitat se encuentra en áreas protegidas, los manatíes no están exentos de amenazas. De hecho, esta especie está en peligro de extinción debido a los agroquímicos que arrastran los ríos y el alto tránsito de botes por los canales, los cuales los golpean, causándoles heridas que imposibilitan su movilidad y, por tanto, su posibilidad de buscar alimento.

## Las esferas de piedra, símbolo de la cultura precolombina

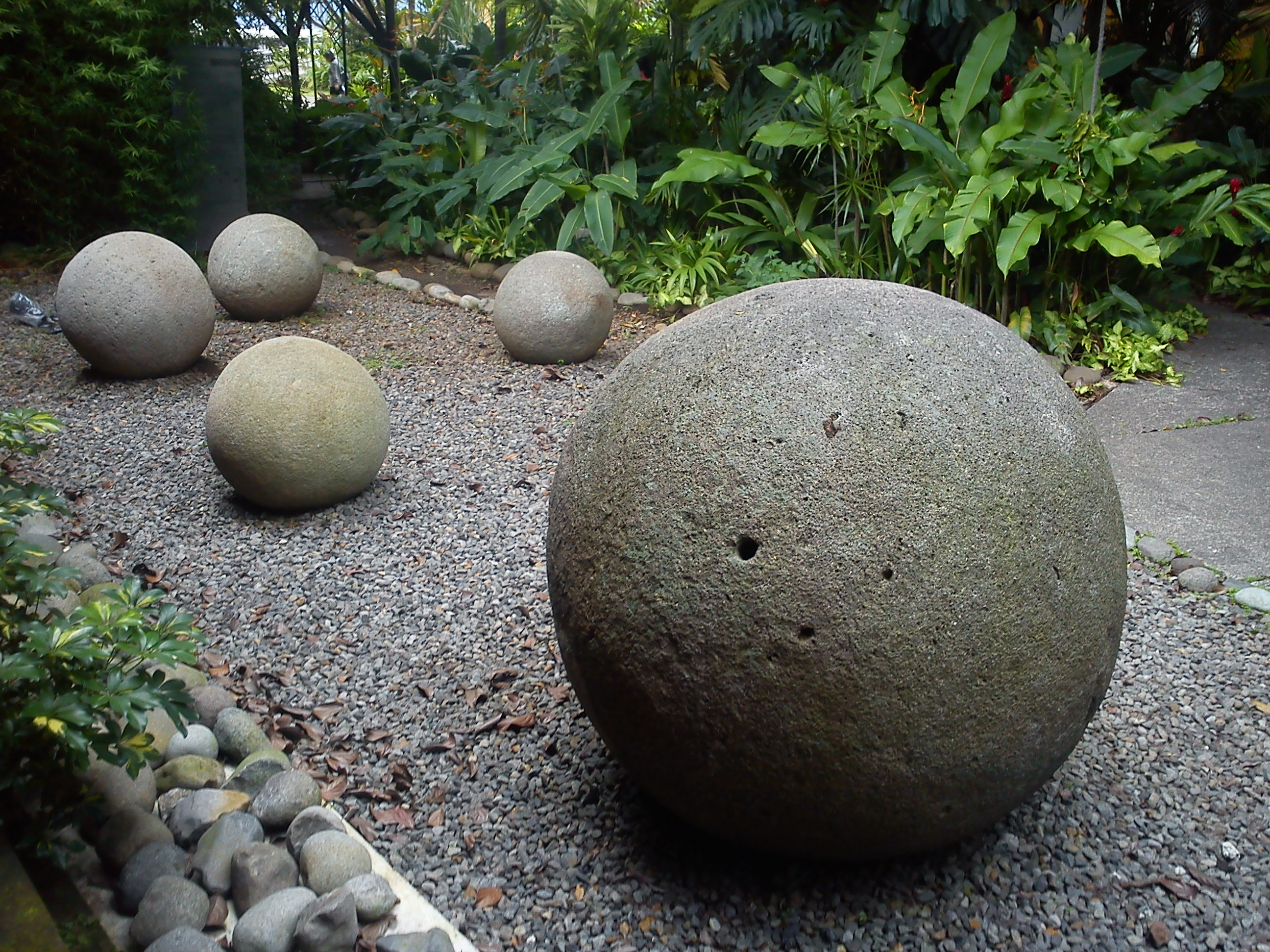
Esferas de piedra de la cultura del Diquís.

En 2014, la Unesco eligió el conjunto de asentamientos cacicales precolombinos con esferas de piedra de Diquis como Patrimonio de la Humanidad. Como consecuencia de ello, el 16 de julio de 2014, la Asamblea Legislativa de Costa Rica las declaró símbolo nacional del país.
Las esferas de piedra de Costa Rica son un conjunto de alrededor de 500 petroesferas de gabro y otros minerales, que se han hallado en todo el país, pero principalmente en la región del valle del Río Grande de Térraba (llamado Diquís, agua grande, en lengua brunca), al sur del país. Se les considera únicas en el mundo por su abundancia, tamaño, perfección geométrica y formaciones organizadas. Fabricadas con técnicas de abrasión e instrumentos de piedra, aunque aún no se tiene claro del todo cómo se elaboraron.
Se les ha atribuido distintos significados a través del tiempo: símbolos de rango, marcadores territoriales, jardines astronómicos, ayudas de memoria, sin faltar las teorías esotéricas, sobrenaturales y atribución a extraterrestres. La hipótesis más reciente, elaborada mediante reconstrucción etnohistórica, apunta a un significado mítico religioso, asociada con el dios del trueno Tlachque y los dioses del viento y los huracanes (serkes) de la mitología talamanqueña. Las esferas de piedra se consideran un hito del pasado prehispánico costarricense en general, y de la escultura precolombina en particular. Su síntesis formal, la concepción de la esfera como motivo artístico, denota un grado de madurez plástico único en el continente.

## El Teatro Nacional, símbolo nacional del patrimonio histórico arquitectónico y libertad cultural

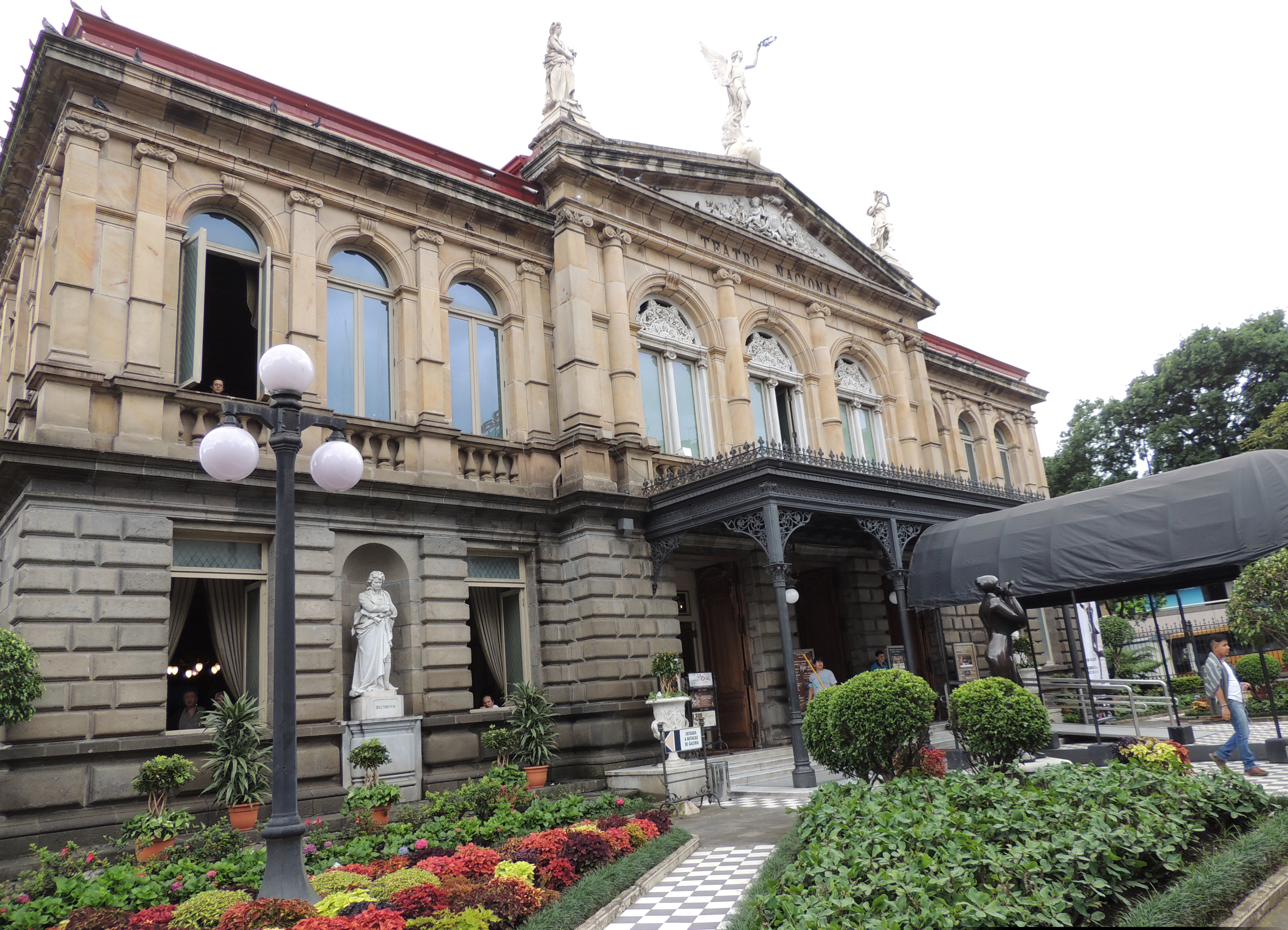
Teatro Nacional de Costa Rica

El Teatro Nacional de Costa Rica, ubicado en la ciudad de San José, fue declarado en abril de 2018 como Símbolo Nacional del Patrimonio Histórico Arquitectónico y de Libertad Cultural, la ley fue firmada por el presidente Luis Guillermo Solís Rivera el 5 de abril del año 2018, dicha ley fue aprobada el 5 de febrero del mismo año en el segundo debate por 40 diputados.
El Teatro Nacional fue construido a finales del siglo XIX.  Se le considera uno de los inmuebles más importantes de la historia nacional, y principal joya arquitectónica de la ciudad de San José. Su construcción guarda un profundo significado dado que representa la decisión del costarricense a la hora de emprender acción y de la estabilidad económica (traída por la cosecha de café1) y política de la época en la que fue construido.
Posee una arquitectura renacentista de estilo neoclásico, con mármoles traídos de Italia. Resguarda invaluables obras de arte elaboradas por maestros italianos, como las esculturas de la Fama, la Música, la Danza, la Comedia y la Tragedia, así como primera escultura en mármol tallada por un costarricense, "Los héroes de la miseria", de Juan Ramón Bonilla. Las paredes y el techo están decorados por pinturas elaboradas por artistas europeos, destacando la "Alegoría del café y el banano", del italiano Aleardo Villa. 
Además de fungir sus actividades como teatro, y sus funciones programadas, el teatro en sí mismo es una atracción turística. Las presentaciones que se interpretan en el teatro son seleccionadas con anterioridad para mantener la más alta calidad posible. También hay funciones de la Orquesta Sinfónica Nacional y de otros compositores extranjeros de renombre.

## El café, símbolo del desarrollo económico, social y cultural

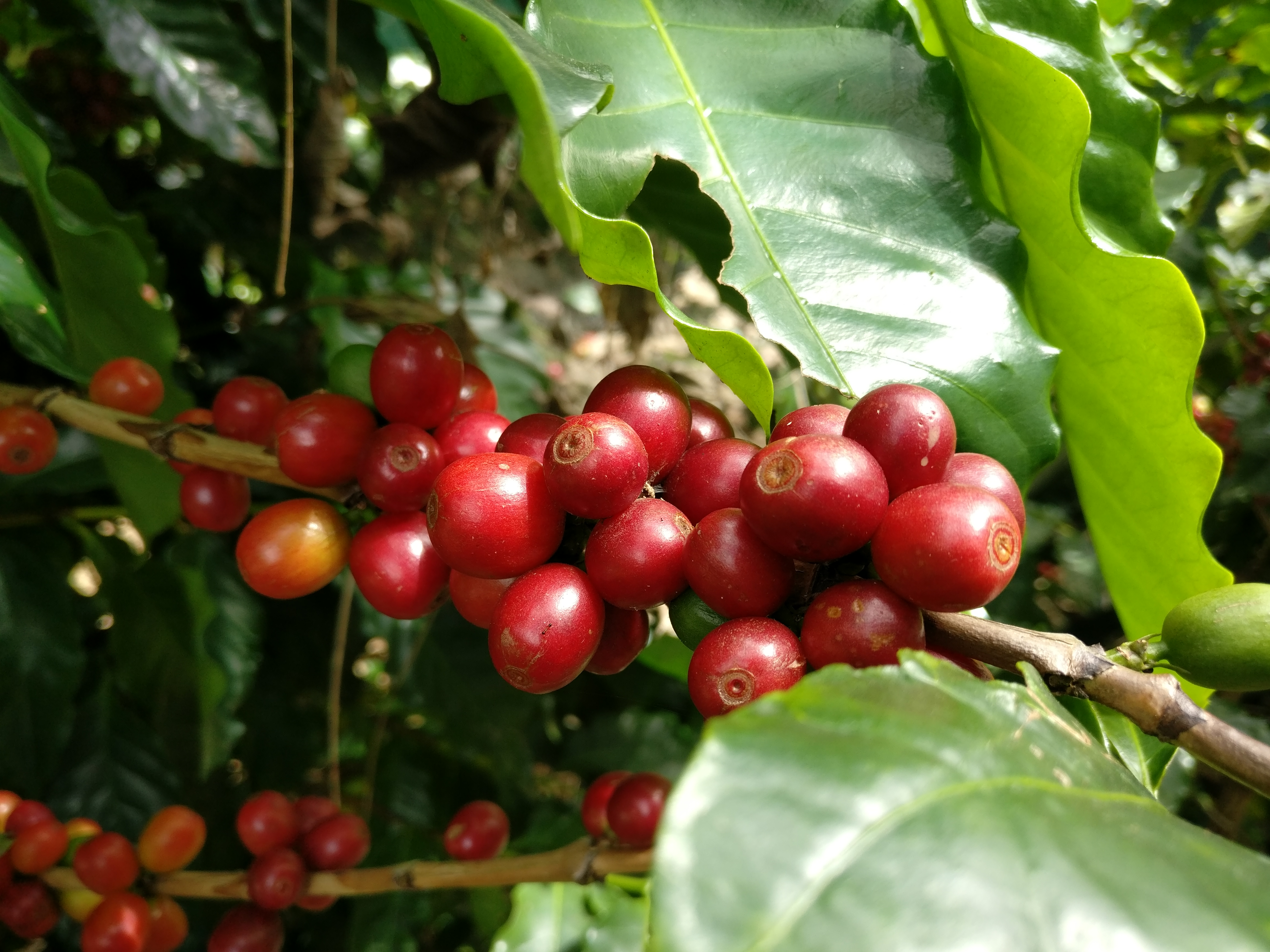
Café de Costa Rica.

El café de Costa Rica fue declarado símbolo nacional el 28 de julio de 2020 por la importancia de este cultivo en el desarrollo económico, social y cultural de Costa Rica a lo largo de su historia. Casi desde el nacimiento del país como nación independiente, el café fue la base de la economía y principal motor del desarrollo nacional. El cultivo del café a partir de mediados del siglo XIX tuvo consecuencias sociales y culturales diferenciadas que funcionaron como parte de la construcción de la identidad nacional. La caficultura se ha prestado para la elaboración de símbolos, emblemas y estereotipos. En la actualidad, la temática del café es uno de los motivos más representados en las artes, las artesanías, el folclor y la cultura popular. Su presencia se halla presente en muchos de los símbolos que pretenden expresar identidad nacional: la carreta pintada, la casa de adobe, el paisaje rural del Valle Central, etc. Costa Rica, reconocido mundialmente por la calidad de su café, cuenta con unas 84.000 hectáreas cultivadas y unos 50.000 productores. En la actualidad, el café es el tercer producto de exportación del sector agrícola después del banano y la piña. Las exportaciones de café rondan los 300 millones de dólares anuales, según datos oficiales.

## El perezoso, símbolo de la vida silvestre
El 14 de julio de 2021, se da la aprobación de la ley por parte del Congreso, en la cual establece al perezoso como nuevo símbolo nacional y que tiene como fin colaborar con la protección de las poblaciones de este animal que habita casi en todo el país.
La firma se produjo en la Reserva Biológica del Bicentenario de la República Pájaro Campana, en el sur del país, en el marco del Día de los Parques Nacionales, y contó con la presencia del presidente Alvarado, la ministra de Ambiente y Energía, Andrea Meza, y la diputada que impulsó la iniciativa, Yorleny León.
La ley instruye al Ministerio de Ambiente y Energía coordinar con el Ministerio de Obras Públicas y Transportes la regulación de los límites de velocidad de los diferentes medios de transporte en las cercanías de sitios debidamente identificados como sensibles para el libre movimiento de perezosos; tanto en los alrededores de áreas protegidas como fuera de estas.
Además, el Ministerio de Educación Pública incluirá en sus programas educativos y de sensibilización la protección del perezoso y su hábitat natural. Las demás instituciones de Gobierno, organizaciones no gubernamentales, empresas públicas y privadas podrán también desarrollar iniciativas que impulsen la conservación de los perezosos y su hábitat.
La ley también establece que el Instituto Costarricense de Turismo podrá usar la imagen del perezoso para sus campañas publicitarias, a nivel local e internacional.
En Costa Rica habitan dos especies de perezoso: el de dos dedos Choloepus hoffmanni y el de tres dedos Bradypus variegatus, y su nombre proviene de sus lentos movimientos que también se trasladan a su metabolismo. Por ejemplo, el perezoso tarda días en procesar los alimentos en su estómago de cuatro cavidades y defeca solo una vez a la semana.
La adorable apariencia de este animal ha ido ganándose la simpatía de miles de personas en Costa Rica y también en el exterior, lo que ha motivado al Instituto Costarricense de Turismo a incluirlo como una de las estrellas de los comerciales de promoción del destino costarricense y para campañas de sensibilización sobre la protección de la biodiversidad.